# 토아플랜
토아플랜은 도쿄에 위치했던 일본의 비디오 게임 개발사였다. 1979년에 회사가 창립해, 1984년부터 오르카와 크룩스의 전 직원들을 영입해 게임 개발부를 설립하면서 진행형 슈팅 게임을 주력으로 아케이드 게임들을 전문으로 제작했다. 1985년작 《타이거 헬리》가 공전의 대성공을 이룬 후 1980년대와 1990년대를 아우르며 당시 대표적인 슈팅 게임 제작사로 이름을 떨쳤다.
1994년에 슈팅 게임 제작 중단을 결정 후 도산했으며, 이후 사원들은 케이브, 에이팅, 가젤 등 개발사들을 설립하거나 타이토와 스퀘어 에닉스같은 회사에 이직했다.

## 역사
토아플랜은 1979년 4월에 설립됐다. 게임 개발부 자체는 오르카와 크룩스의 전직원들을 영입해 1984년에 생성됐다.
파산 후 토아플랜의 IP는 아케이드 하드웨어 제조사 exA-Arcadia의 협력사 타츠진이 소유하고 있다.

## 게임

### 개발 게임
| 연도 | 제목                        | 원플랫폼 | 배급사                              | 공동개발사 |
| ---- | --------------------------- | --- | ----------------------------------- | --- |
| 1984 | 작왕                        | 아케이드 | SNK                                 | 빈칸 |
| 1985 | 퍼포맨                      | 아케이드 | 데이터 이스트                       | 빈칸 |
| 1985 | 타이거 헬리                 | 아케이드, 패밀리 컴퓨터, 플레이스테이션                                                                        | 타이토, 롬스타                      | 마이크로닉스 (패밀리 컴퓨터), 가젤 (PS1) |
| 1985 | 작광                        | 아케이드 | 데이터 이스트                       | 빈칸 |
| 1986 | 겟 스타                     | 아케이드 | 타이토, 키트콥                      | 빈칸 |
| 1986 | 슬랩 파이트                 | 아케이드, 암스트래드 CPC, 코모도어 64, 톰슨 MO5, 톰슨 TO8, ZX 스펙트럼, 아타리 ST, 메가 드라이브               | 타이토                              | 프로브 소프트웨어 (CPC/ZXS), 이매진 소프트웨어 (C64), 프랑스 이미지 로지시엘 (MO5/TO8), 유한 애버소프트 (ST), M.N.M 소프트웨어 (메가 드라이브)                                  |
| 1986 | 마작 시스터즈               | 아케이드 | 토아플랜                            | 빈칸 |
| 1987 | 플라잉 샤크                 | 아케이드, 코모도어 64, ZX 스펙트럼, 아미가, 암스트래드 CPC,아타리 ST, 패밀리 컴퓨터, MS-DOS, X68000, FM 타운즈 | 타이토, 롬스타, 일렉트로코인        | 카탈리스트 코더스 (C64), 그래프트골드 (ZXS/CPC), 이미지스 소프트웨어 (AGA/ST), 소프트웨어 크리에이션스 (C64/NES), 바나나 디벨롭먼트 코퍼레이션 (DOS), 카네코 (X68K), Ving (FMT) |
| 1987 | 워드나                      | 아케이드, 패밀리 컴퓨터 디스크 시스템, 메가 드라이브                                                           | 타이토                              | 다이에이 세이사쿠쇼 (FDS), 드래그넷 (SG) |
| 1987 | 트윈 코브라                 | 아케이드, PC 엔진, 패밀리 컴퓨터, 메가 드라이브, X68000, FM 타운즈, 플레이스테이션                             | 타이토, 롬스타                      | A.I 컴퍼니 (PCE), 마이크로닉스 (NES), 그래픽 리서치 (SG), 인터 스테이트 (X68K), Ving (FMT), 가젤 (PS1)                                                                          |
| 1988 | 대시 야로                   | 아케이드, 패밀리 컴퓨터, X68000                                                                                | 타이토                              | 비스코 (NES), SPS (X68K) |
| 1988 | 타츠진                      | 아케이드, 메가 드라이브, PC 엔진                                                                               | 타이토, 미드웨이 게임스             | 스팅 (PCE) |
| 1989 | 헬파이어                    | 아케이드, 메가 드라이브, PC 엔진 CD                                                                            | 타이토, U.S.A. 게임스               | 마사야 게임스 (SG), NEC 애버뉴 (PCE SCD-ROM²) |
| 1989 | 트윈 호크                   | 아케이드, 메가 드라이브, PC 엔진, PC 엔진 CD                                                                   | 타이토                              | 센터 테크 (PCE), NEC 애버뉴 (PCE CD-ROM²) |
| 1989 | 호러 스토리                 | 아케이드, PC 엔진 CD                                                                                           | 타이토, 카탈리나 게임스             | NEC 애버뉴 (PCE SCD-ROM²) |
| 1989 | 제로 윙                     | 아케이드, 메가 드라이브, PC 엔진 CD                                                                            | 남코, 윌리엄즈 일렉트로닉스         | 빈칸 |
| 1989 | 파이어 샤크                 | 아케이드, 메가 드라이브                                                                                        | 토아플랜, 롬스타, 두용              | 빈칸 |
| 1990 | 스노우 브라더스             | 아케이드, 게임보이, 패밀리 컴퓨터, 메가 드라이브                                                               | 토아플랜, 롬스타                    | 듀얼 (GB), 소프트 하우스 (패밀리 컴퓨터) |
| 1990 | 아웃 존                     | 아케이드 | 테크모, 롬스타, 토아플랜            | 빈칸 |
| 1991 | 세뇌 게임 테키 파키         | 아케이드 | 테크모, 어니스트 트레이딩, 스페이시 | 빈칸 |
| 1991 | 비마나                      | 아케이드 | 테크모, 토아플랜                    | 빈칸 |
| 1991 | 곡스                        | 아케이드 | 타이토                              | 빈칸 |
| 1992 | 피피 & 비비스               | 아케이드 | 토아플랜, 노바 애퍼레이트           | 빈칸 |
| 1992 | 타츠진오                    | 아케이드, FM 타운즈                                                                                            | 토아플랜                            | Ving (FMT) |
| 1992 | 픽스에이트: 지옥의 영웅전설 | 아케이드 | 토아플랜                            | 빈칸 |
| 1992 | 도균                        | 아케이드 | 토아플랜                            | 빈칸 |
| 1993 | 그라인드 스토머             | 아케이드, 메가 드라이브                                                                                        | 토아플랜                            | 텐겐 (SG) |
| 1993 | 너클 배쉬                   | 아케이드 | 토아플랜, 아타리                    | 빈칸 |
| 1993 | 엔마 대왕                   | 아케이드 | 타이토                              | 빈칸 |
| 1993 | 바츠군                      | 아케이드, 세가 새턴                                                                                            | 토아플랜, 타이토, 유나이트 트레이딩 | 가젤 (SS) |
| 1994 | 스노우 브라더스 2           | 아케이드 | 하나프람                            | 빈칸 |

### 배급 게임
| 연도 | 제목            | 플랫폼        | 개발사        | 공동배급사 | 각주        |
| ---- | --------------- | ------------- | ------------- | ---------- | ----------- |
| 1990 | 무사 알레스터   | 메가 드라이브 | 컴파일        | 세이스믹   | [ 2 ] [ 3 ] |
| 1991 | 스노우 브라더스 | 패밀리 컴퓨터 | 소프트 하우스 | 캡콤       | [ 4 ] [ 5 ] |

## 같이 보기
- 케이브

## 참조

### 내용주
1. ↑  영어: Toaplan Co., Ltd., 일본어: 東亜プラン 도아프란[*]